# Dendropemon rostratus
Dendropemon rostratus là một loài thực vật có hoa trong họ Loranthaceae. Loài này được Urb. mô tả khoa học đầu tiên năm 1912.